# Mercedes-AMG
Mercedes-AMG GmbH, almindeligvis kendt som AMG, er et datterselskab til Mercedes-Benz med speciale i fabrikation af sportssedaner.
AMG-modellerne har typisk et mere agressivt udseende, højere ydelse, bedre manøvre- og styregenskaber og kulfiber bruges oftere i bilernes dele end for almindelige Mercedes-Benz. AMG-modellerne er typisk de dyreste og højest ydende biler i hver Mercedes-serie.

## Historie
AMG blev grundlagt som en racerbilsmotor-smed i 1967 under navnet AMG Motorenbau und Entwicklungsgesellschaft mbH af den tidligere Mercedesingeniører Hans Werner Aufrecht og Erhard Melcher i Burgstall an der Murr, nær Stuttgart. Bogstaverne "AMG" står for Aufrecht, Melcher og Großaspach, Aufrecht's fødested (men aldrig en AMG-lokalitet). I 1976 flyttede det meste af AMG til Affalterbach, men udviklingsafdelingen af racerbilsmotorer fortsatte på den gamle beliggenhed i Burgstall.